# Moïse et Pharaon
Moïse et Pharaon, ou Le passage de la Mer Rouge (título original en francés; en español, Moisés y el Faraón, o El cruce del mar Rojo) es una ópera en cuatro actos con música de Gioacchino Rossini y libreto en francés de Luigi Balocchi y Étienne de Jouy. Es una ampliación que hizo Rossini de la ópera Mosè in Egitto. Se estrenó en París el 26 de marzo de 1827 en la Ópera de París.

## Historia
Antes de 1820, Rossini compuso cuatro óperas por año. Ya había compuesto tres antes de presentar la primera versión de Moisés liderada por Barbaia, para el teatro San Carlos de Nápoles, y que estaba dedicado a Isabella Colbran, amante de Barbaia. Isabella se había casado con el artista. El libretista había hecho de la sobrina de Moisés, Sinaida (Anaïde en francés), el punto de apoyo del antagonismo entre Moisés y el Faraón. El éxito fue inmediato.
Se trata de una versión reformada de Mosè in Egitto, estrenada por Rossini en el Teatro San Carlos de Nápoles el 5 de marzo de 1818 sobre un libreto en italiano de Andrea Leone Tottola, basado en una tragedia de Francesco Ringhieri L’Osiride (1760). Es una versión ampliada (pasa de tres a cuatro actos), con libreto en francés y el añadido de un ballet en el tercer acto, así como un final enteramente nuevo para este acto. Se consultó a expertos que habían acompañado a Napoleón en su campaña de Egipto para la creeación de los decorados.
Los intérpretes principales fueron Levasseur (Moïse), Cinti-Damoreau (Anaïde) y Nourrit (Aménophis). La 100.ª representación de esta versión tuvo lugar en 1838.
Esta ópera rara vez se representa en la actualidad; en las estadísticas de Operabase aparece con solo 2 representaciones en el período 2005-2010.

## Discografía
De esta versión francesa existen varias grabaciones:
- Moise, dirección de Lamberto Gardelli, con Magda Calmar, Josef Grégor (Hungaroton): esta grabación omite el ballet del tercer acto y el dúo entre el Faraón y su hijo.
- Moise, dirección de Wladimir Jurowski en el Festival de Pesaro con Michele Pertusi (grabación difícil de encontrar y que tiene un añadido al final del último acto, suprimido por Rossini en el último momento).
- Moise, dirección de Tullio Serafin con Nicola Rossi-Lemeni: esta versión comporta numerosos cortes.
- Moise, dirección de Wolfgang Sawallisch con Ruggero Raimondi: tiene también cortes.
- Moise, DVD dirección de Riccardo Muti con ocasión de la apertura de la temporada de la Scala de Milán 2003.